# Pier Quinto Cariaggi
Pier Quinto Cariaggi (Stia, 28 settembre 1936 – Milano, 28 giugno 1995) è stato un produttore discografico, giornalista, paroliere e impresario teatrale italiano.
In alcuni casi ha utilizzato come pseudonimo nell'attività di paroliere "Finestra".

## Biografia
Dopo aver iniziato la carriera come giornalista, alla fine degli anni '50 iniziò a lavorare come addetto stampa per alcune etichette discografiche; in questo periodo inizia a scrivere testi di canzoni, ottenendo successo nel 1960 con Flamenco rock, incisa da Milva, su musica di Walter Malgoni.
Nel 1963 fonda la casa discografica Company Discografica Italiana, con cui lancia artisti come Anna German, I Romans, I tubi lungimiranti e Lara Saint Paul, che diviene sua moglie.
Nel 1968 fa partecipare al Festival di Sanremo Louis Armstrong, con Mi va di cantare; nella stessa edizione inoltre rende possibile la riesecuzione da parte di Lionel Hampton delle canzoni partecipanti al festival.
Negli anni seguenti divenne l'organizzatore dei tour italiani di Frank Sinatra, Sammy Davis Jr. e Liza Minnelli.
Nel 1980 costituisce il primo circuito radiofonico lombardo di emittenti radiofoniche locali interconnesse: Multiradio, che raggruppa 20 stazioni che ritrasmettono programmi (basati soprattutto sull’informazione, con “firme” di rilievo quali: Guido Gerosa, direttore del settimanale Epoca ed Enzo Biagi) prodotti da Studio 21 di Milano. La prima trasmissione informativa di Multiradio fu un vero e proprio scoop: un’intervista telefonica esclusiva con Lech Wałęsa, leader del sindacato indipendente polacco.
Tra la fine degli anni '70 e metà degli anni '80 aveva l'ufficio al piano terra in via Ludovico Lazzaro Zamenhof 21 a Milano (Sudio 21)